# UDP-glukoza 6-dehidrogenaza
UDP-glukoza 6-dehidrogenaza (EC 1.1.1.22, UDP-glukozna 6-dehidrogenaza, -glukoza dehidrogenaza, uridin difosfoglukoza dehidrogenaza, UDPG dehidrogenaza, UDPG:NAD oksidoreduktaza, UDP-alfa-D-glukoza:NAD oksidoreduktaza, UDP-glukoza:+ oksidoreduktaza, uridin difosfat glukoza dehidrogenaza, -glukoza dehidrogenaza, uridin difosfat D-glukoza dehidrogenaza) je enzim sa sistematskim imenom UDP-alfa-D-glukoza:+ 6-oksidoreduktaza. Ovaj enzim katalizuje sledeću hemijsku reakciju
-alfa--glukoza + 2 NAD+ + H2O {\displaystyle \rightleftharpoons } -alfa-D-glukuronat + 2 NADH + 2 H+
Takođe deluje na UDP-alfa-D-2-dezoksiglukozu.

## Literatura
- Nicholas C. Price; Lewis Stevens (1999). Fundamentals of Enzymology: The Cell and Molecular Biology of Catalytic Proteins (Third изд.). USA: Oxford University Press. ISBN 019850229X.
- Eric J. Toone (2006). Advances in Enzymology and Related Areas of Molecular Biology, Protein Evolution (Volume 75 изд.). Wiley-Interscience. ISBN 0471205036.
- Branden C; Tooze J. Introduction to Protein Structure. New York, NY: Garland Publishing. ISBN 0-8153-2305-0.
- Irwin H. Segel. Enzyme Kinetics: Behavior and Analysis of Rapid Equilibrium and Steady-State Enzyme Systems (Book 44 изд.). Wiley Classics Library. ISBN 0471303097.
- William P. Jencks (1987). Catalysis in Chemistry and Enzymology. Dover Publications. ISBN 0486654605.

## Spoljašnje veze
- UDP-glucose+6-dehydrogenase на 